# Réfrigération
La réfrigération est le procédé permettant d'obtenir et de maintenir un système (local, produit, etc.) à une température inférieure à celle de l'environnement.

## Technologies de réfrigération
Le principe de tout procédé produisant du froid est un transfert de chaleur depuis le système à refroidir vers l'environnement.
Les deux technologies les plus répandues à grande échelle sont la compression de vapeur et l'absorption.

### Cycles continus à vapeur
Ces technologies font intervenir un fluide frigorigène dont la vaporisation absorbe la chaleur.
Depuis le 1er octobre 2000, il est interdit de s'approvisionner en CFC (R12 - Dichlorodifluorométhane - CCl2F2). Depuis le 1er janvier 2001, il est interdit d'utiliser des CFC même pour effectuer des interventions sur une unité hermétique. Ce fluide a été remplacé par le R-134a (1,1,1,2-tétrafluoroéthane CH2F-CF3) (gaz de substitution).

#### Réfrigérateur à compression de vapeur
Le réfrigérateur à compression de vapeur (à cycle de Rankine inversé) est employé dans la grande majorité des réfrigérateurs électroménagers et dans de nombreuses applications industrielles.
Les systèmes à compression utilisent quatre éléments pour le cycle de réfrigération : le compresseur, le condenseur, le détendeur (capillaire dans le cas de frigo domestique) et l'évaporateur. On utilise la relation pression-température pour permettre le changement d'état du fluide frigorigène. La vapeur de fluide frigorigène est comprimée pour permettre la condensation à température ambiante. Elle est refroidie dans le condenseur et se liquéfie. Le détendeur permet ensuite d'amener le liquide frigorifique à une pression suffisamment basse pour que celui-ci puisse s'évaporer dans l'évaporateur en captant la chaleur présente, ce qui entraîne la baisse de température dans l'enceinte ou se trouve l'évaporateur. Le fluide ainsi vaporisé retourne vers le compresseur et le cycle recommence.

#### Réfrigérateur à absorption de gaz
Le réfrigérateur à absorption de gaz (à cycle de Carré), en raison de l'investissement important qu'il requiert, est utilisé principalement à grande échelle pour la réfrigération des bâtiments ou les réseaux de froid urbain. Son avantage est d'être essentiellement actionné par une source de chaleur. Une consommation mineure d'électricité est requise pour la pompe.
Dans de tels dispositifs, le fluide en circulation est le mélange d'un fluide frigorigène et d'un adsorbant (pour le couple H2O/NH3, le frigorigène est l'ammoniac, pour le couple LiBr/H2O, le frigorigène est l'eau). Le cycle commence par la distillation de ce mélange dans le "générateur", pour produire du frigorigène pur et une solution apte à l'absorber. Le frigorigène liquide est détendu à basse pression. Il se vaporise alors et cause la réfrigération. Les vapeurs de fluide frigorigène progressent vers l'absorbeur pour être absorbées par une douche de la solution issue du générateur. Cette nouvelle solution riche en frigorigène est compressée par pompe et réinjectée dans le générateur pour être distillée à nouveau.

### Cycles continus à gaz
- Turbo Réfrigération (Cycle de Joule)

### Cycles continus Stirling
- Moteur Stirling
- Refroidissement thermoacoustique

### Cycles intermittents
- Réfrigération magnétique
- Réfrigérateur à absorption de gaz

### Non cycliques
- Tube de Ranque-Hilsch
- Module Peltier : l'effet Peltier est un effet indépendant de l'effet Joule, qui fait qu'au point de contact entre deux métaux différents, selon le sens du courant, il y a libération ou absorption de chaleur.

Les réfrigérateurs à effet Peltier ont de nombreux avantages (absence de pièce mobile hormis le ventilateur, fonctionnement dans n'importe quel sens, absence de produit chimique potentiellement dangereux, insensibilité aux chocs, etc.), ce qui conduit à les utiliser dans les situations nomades (voitures, etc.).

Le principal inconvénient de ces réfrigérateurs est leur manque d'efficacité dû à un rendement de conversion électricité/chaleur faible.
- Refroidissement d'atomes par laser

## Historique de l'extraction de la chaleur
Les Mésopotamiens se servaient de fosses remplies de glace pour conserver la viande. Les Grecs et les Romains entassaient de la glace et de la neige en hiver dans des fosses profondes, recouvertes par de la paille. La viande gardée dans ces glacières primitives restait fraîche jusque durant l'été, sans qu'il soit nécessaire de la saler ou de la fumer.
Au XVIe siècle, les autochtones du Pérou creusaient des glacières dans le sol, avant l'arrivée des Européens. Ce système de fosses a été utilisé dans toute l'Europe à partir du XVIIe siècle. Des commerçants vendaient de la glace venant des montagnes.
À la cour du Roi Soleil, l'évaporation de l'éther était utilisée pour refroidir des crèmes de fruits.
En 1755, l’écossais William Cullen obtient un peu de glace par vapeur d’eau sous cloche à vide.

### XIXesiècle
Au XIXe siècle, des glacières, meubles isothermes contenant des blocs de glace périodiquement renouvelés, étaient utilisées. Avant l'ère industrielle, c'est surtout la commercialisation de la glace qui permettait aux plus fortunés de disposer de produits conservés ou consommés à basse température.
- 1805 : machine frigorifique à compression d’éther — un prototype est présenté à Philadelphie par Oliver Evans. La nouveauté essentielle résidait dans l’introduction d’un processus en cycle fermé .
- 1824 : paraît le seul livre de Sadi Carnot. Les deux principes de la thermodynamique sont exposés de façon très simple. C'est de lui que nous vient le cycle de Carnot.
- 1844 : machine frigorifique à air - Le principe de la détente d’air était déjà connu au XVIIIe siècle. L’Américain John Gorrie l’appliqua sur sa machine.
- 1850 : machine frigorifique à air. John Gorrie obtint un brevet anglais, mais son invention fit scandale aux États-Unis, où certains l’accusaient de vouloir concurrencer Dieu en faisant de la glace à n’importe quel moment de l’année. En 1851, il obtint son brevet.
- 1854 : utilisant le principe de la compression de vapeur, l'inventeur australien James Harrison a produit en Australie le premier réfrigérateur pratique au monde[1] ;
- 1858 : Charles Tellier fabrique une machine frigorifique à circulation de gaz ammoniac liquéfié.
- 1859 : machine frigorifique à absorption. Le Français Ferdinand Carré, frère d’Edmond, fait breveter une machine dont le fluide, après avoir produit du froid, est absorbé par une autre substance et non aspiré par un compresseur. C’est la première machine frigorifique à absorption.
- 1865 : Charles Tellier construit une machine à compression mécanique à gaz liquéfié et l'installe dans la fabrique du maître-chocolatier Menier.
- 1871 : Carl von Linde met au point un réfrigérateur à l'éther méthylique dont il équipe la brasserie Spaten à Munich.
- 1872 : la machine réfrigérante à compresseur à ammoniac est mise au point. David Boyle, un Américain d’origine écossaise, obtient le premier brevet pour un compresseur utilisant l’ammoniac. Carl von Linde l'utilise à partir de 1876 tant dans les brasseries que dans les abattoirs.
- 1876 : le navire Frigorifique, équipé d'une machine Tellier, part de Rouen et apporte à Buenos Aires de la viande de bœuf abattue et réfrigérée en bon état de conservation après 105 jours de mer, démonstration à l'intention des industriels de la viande argentine[2]

### XXesiècle
- 1913 : le Domelre, fabriqué à Chicago, est le premier réfrigérateur domestique fonctionnel.
- 1919 : la marque Frigidaire fait son apparition.
- 1931 : la fabrication industrielle commence avec Electrolux.
- 1938 : premier groupe frigorifique mécanique pour remorque : le Modèle A par la société Thermo king.
- 1939 : premier réfrigérateur à deux températures, qui permettait de conserver des aliments congelés dans l’un des compartiments.
- 1944 : machine frigorifique à absorption - Le réfrigérateur à absorption a été mis au point par la société suisse Sibir.
- 1997 : la technique de refroidissement d'atomes par laser vaut le prix Nobel de physique 1997 à Claude Cohen-Tannoudji, Steven Chu et William D. Phillips.
- 1998 : le réfrigérateur-congélateur de la société Daewoo est équipé d’une porte à cristaux liquides. Ce modèle baptisé « miroir magique » a l’avantage de laisser apparaître le contenu par simple pression d’un bouton ; cette transparence temporaire de la porte permet de réaliser des économies en énergie en évitant toute déperdition de froid.
- 1999 : Création d’un prototype de réfrigération solaire à adsorption[3] ; plusieurs frigos solaires de ce type sont utilisés en Afrique.

### XXIesiècle
- 2002 : 99 % des foyers français sont équipés de réfrigérateurs[réf. nécessaire]. Il est l’appareil domestique le plus répandu.